# 克莱沃
克莱沃（法語：Clervaux，法語發音：[klɛʁvo]），卢森堡克莱沃县的一个市镇。克莱沃为克莱沃县县治。
克莱沃市镇包括克莱沃、Eselborn、Reuler、Weicherdange诸城镇。